# 沃雷沃鲁瓦兹
沃雷沃鲁瓦兹（法語：Veurey-Voroize，法語發音：[vœʁɛ vɔʁwaz]）是法国伊泽尔省的一个市镇，位于该省中部，伊泽尔河左岸，属于格勒诺布尔区。

## 地理
沃雷沃鲁瓦兹（45°16'20"N, 5°36'52"E）面积12.21 平方千米，位于法国奥弗涅-罗讷-阿尔卑斯大区伊泽尔省，该省份为法国东南部内陆省份，北起顺时针与安省、萨瓦省、上阿尔卑斯省、德龙省、阿尔代什省、卢瓦尔省和罗讷省。
与沃雷沃鲁瓦兹接壤的市镇（或旧市镇、城区）包括：蒙托、诺亚雷、伊泽尔河畔圣康坦、沃雷普、韦科尔山区欧特朗梅欧德尔。

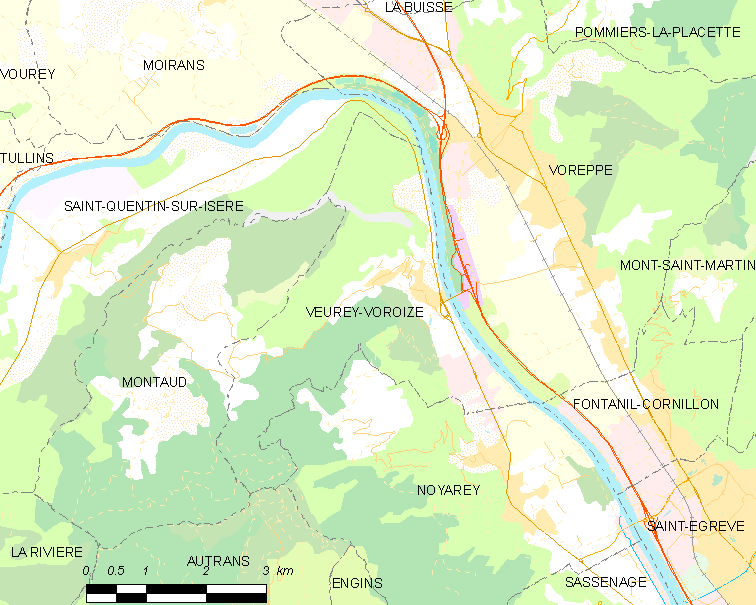
沃雷沃鲁瓦兹的OSM定位图

沃雷沃鲁瓦兹的时区为UTC+01:00、UTC+02:00（夏令时）。

## 行政
沃雷沃鲁瓦兹的邮政编码为38113，INSEE市镇编码为38540。

## 政治
沃雷沃鲁瓦兹所属的省级选区为方丹-韦科尔县。

## 人口

1962-2008年间沃雷沃鲁瓦兹人口变化图示

沃雷沃鲁瓦兹于2022年1月1日时的人口数量为1392人。